# Cles
Cles (IPA: /ˈkles/) ist eine italienische Gemeinde mit ca. 7.166 Einwohnern in der autonomen Provinz Trient, Region Trentino-Südtirol. Sie ist der Hauptort des Nonstals.

## Geographie
Cles liegt im Nonstal und ist dessen Verwaltungszentrum. Westlich der Stadt befinden sich der Monte di Cles und der Monte Peller (2.319 m), während sich östlich der Santa-Giustina-See erstreckt.

## Namensherkunft
Die Ursprünge des Namens Cles sind ungewiss. Mögliche lateinische Wurzeln sind ecclesia (Kirche), cleus (befestigter Ort), clusum (zwischen Bergen gelegen) oder clavis (zentraler Ort).
Cles besteht aus drei alten Ortsteilen:
Pez, nahe dem Aussichtspunkt Dòs de Péz, möglicherweise von „péz“ (Fichte) abgeleitet.
Spinazeda, vermutlich von „spina“ (Dornstrauch).
Prato, aus dem Lateinischen „pratum“ (Wiese, Ebene).
Geschichte
In der Römerzeit war Cles ein wichtiges Handelszentrum für das Nonstal und das Sole-Tal. Nach der Christianisierung (um 400 n. Chr.) blieb Cles ein religiöses Zentrum der Region. Die erste Kirche des Tals wurde hier errichtet, was den Ortsnamen Cles möglicherweise von ecclesia ableiten lässt.

## Die Tabula Clesiana
1869 wurde in Cles die Tabula Clesiana gefunden – eine römische Bronzetafel aus dem Jahr 46 n. Chr. mit einem Edikt des Kaisers Claudius. Dieses gewährte den Anaunern, Tulliassi und Sindoni römische Bürgerrechte. Heute ist das Original im Castello del Buonconsiglio in Trient zu sehen, während Kopien in Cles und im Retischen Museum in Sanzeno ausgestellt sind.

## Bernardo Clesio
Die Adelsfamilie von Castel Cles brachte eine bedeutende Persönlichkeit hervor: Bernardo Clesio (1485–1539). Er war Kardinal und Fürstbischof von Trient sowie eine zentrale Figur in der Vorbereitung des Trienter Konzils. Sein Wappen dient heute als Symbol der Trentiner Genossenschaften.

## Verwaltungsgliederung
Die Gemeindeteile (Fraktionen) sind Caltron, Dres, Maiano, Mechel, Pez und Spinazzeda. Die Nachbargemeinden sind Cagnò, Revò, Livo, Cis, Malé, Caldes, Sanzeno, Terzolas, Cavizzana, Ville d’Anaunia, Croviana und Dimaro Folgarida.

## Landwirtschaft
Bis zur Mitte des 19. Jahrhunderts sah die Landschaft des Nonstals ganz anders aus. Die Landwirtschaft basierte hauptsächlich auf Maulbeerbäumen (für die Textilindustrie) und Weinreben. Der Agrarrat von Trient förderte den Obstanbau, inspiriert von den Erfolgen in Südtirol. Der Maulbeeranbau ging zurück, auch wegen Krankheiten und Übernutzung. Einige Familien setzten auf Obstbau, und der Adlige Francesco Maffei aus Revò führte Anfang des 19. Jahrhunderts die Renette aus Kanada ein.
Anfang des 20. Jahrhunderts wurden um die Dörfer herum Weizen, Gerste und Roggen angebaut. 1924 gab es 14 Tabakproduzenten mit 44.900 Pflanzen. Viehzucht spielte eine wichtige Rolle für die Landwirtschaft und Milchproduktion, während die Seidenraupenzucht besonders für Frauen eine bedeutende Einkommensquelle war.
Zunächst wurden Äpfel und Birnen angebaut, die bereits 1873 auf der Weltausstellung in Wien ausgezeichnet wurden. Erste genossenschaftliche Strukturen entstanden, darunter 1889 eine Kooperative für den kollektiven Obstverkauf.
Ab den 1970er-Jahren entwickelte sich der Apfelanbau zur Monokultur. Neben der Renette wurden Golden Delicious und Red Delicious eingeführt, später auch Fuji und Royal Gala. Seit 1989 sind die Obstbau-Genossenschaften des Nonstals und des Sulztals im Konsortium Melinda mit rund 5.200 Produzenten vereint.

## Persönlichkeiten
- Bernhard von Cles  (1485–1539), Kardinal
- Paul Strudel (um 1648–1708), Bildhauer
- Peter Strudel (um 1660–1714), Maler und Bildhauer
- Josef Miller von Aichholz (1797–1871), österreichischer Großindustrieller
- Pietro Antonio Lorenzoni (um 1721–1782), Maler
- Aldo Gorfer (1921–1996), Journalist, Schriftsteller und Historiker
- Maurizio Fondriest (* 1965), Radrennfahrer
- Veronica Cavallar (* 1983), Skilangläuferin
- Davide Bresadola (* 1988), Skispringer und Nordischer Kombinierer
- Luca De Aliprandini (* 1990), Skirennfahrer
- Nicola Zanon (* 1996), italienisch-thailändischer Skirennläufer
- Letizia Borghesi (* 1998), Radrennfahrerin
- Letizia Paternoster (* 1999), Radrennfahrerin
- Andrea Pinamonti (* 1999), Fußballspieler
- Nadia Battocletti (* 2000), Leichtathletin
- Giovanni Bresadola (* 2001), Skispringer
- Giada Borghesi (* 2002), Radrennfahrerin

## Bilder

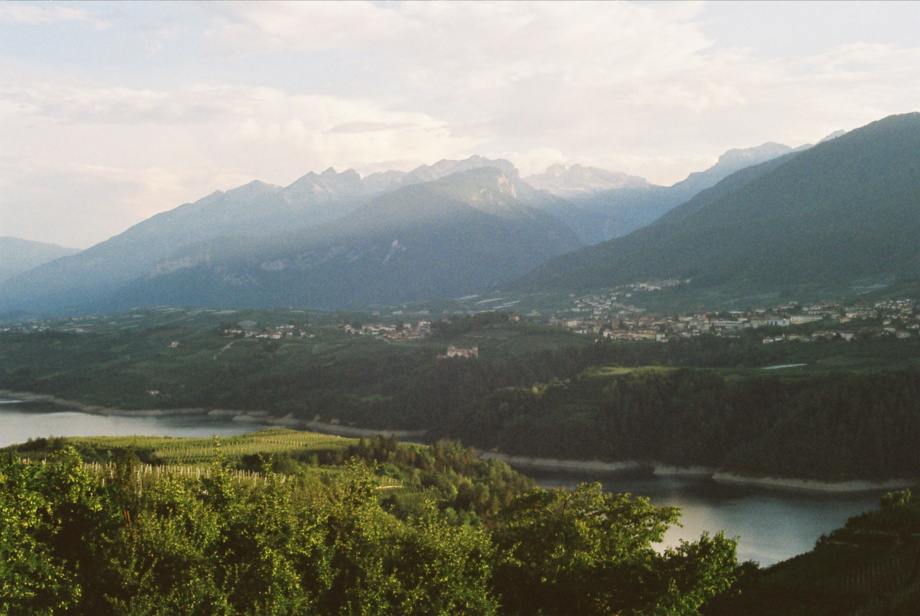
Cles oberhalb des Santa-Giustina-Sees
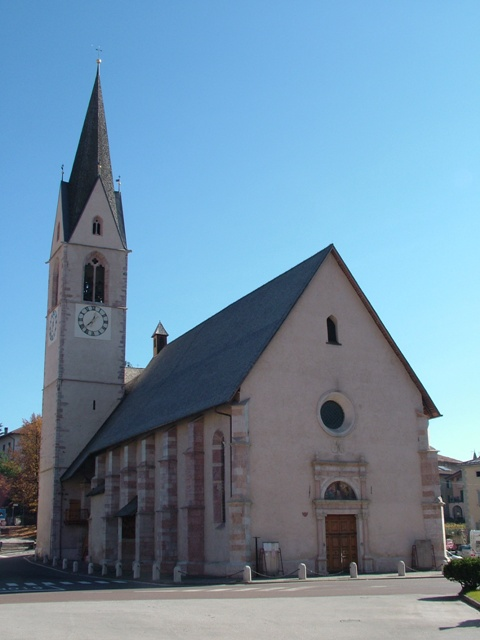
Pfarrkirche Santa Maria Assunta
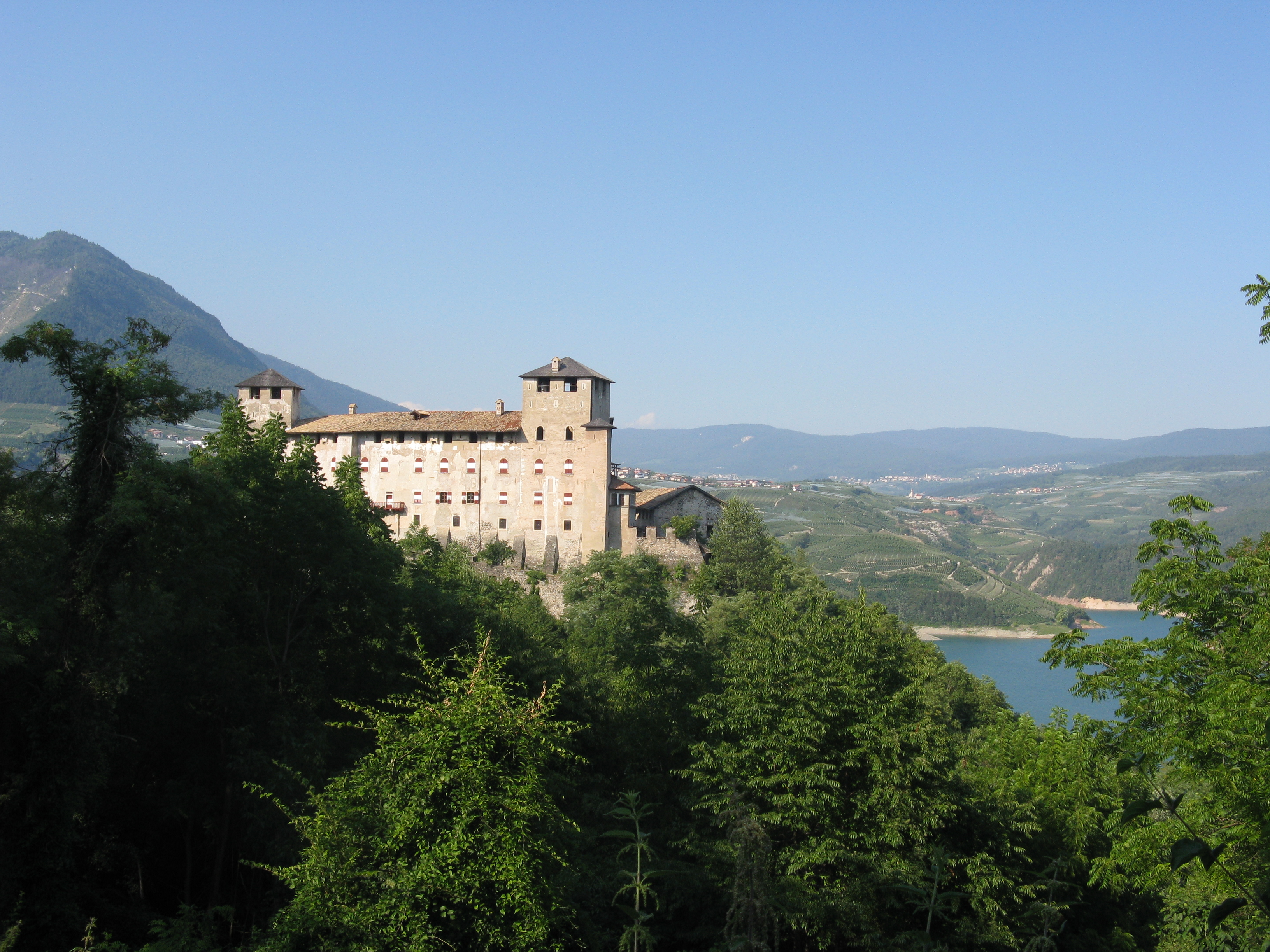
Castel Cles
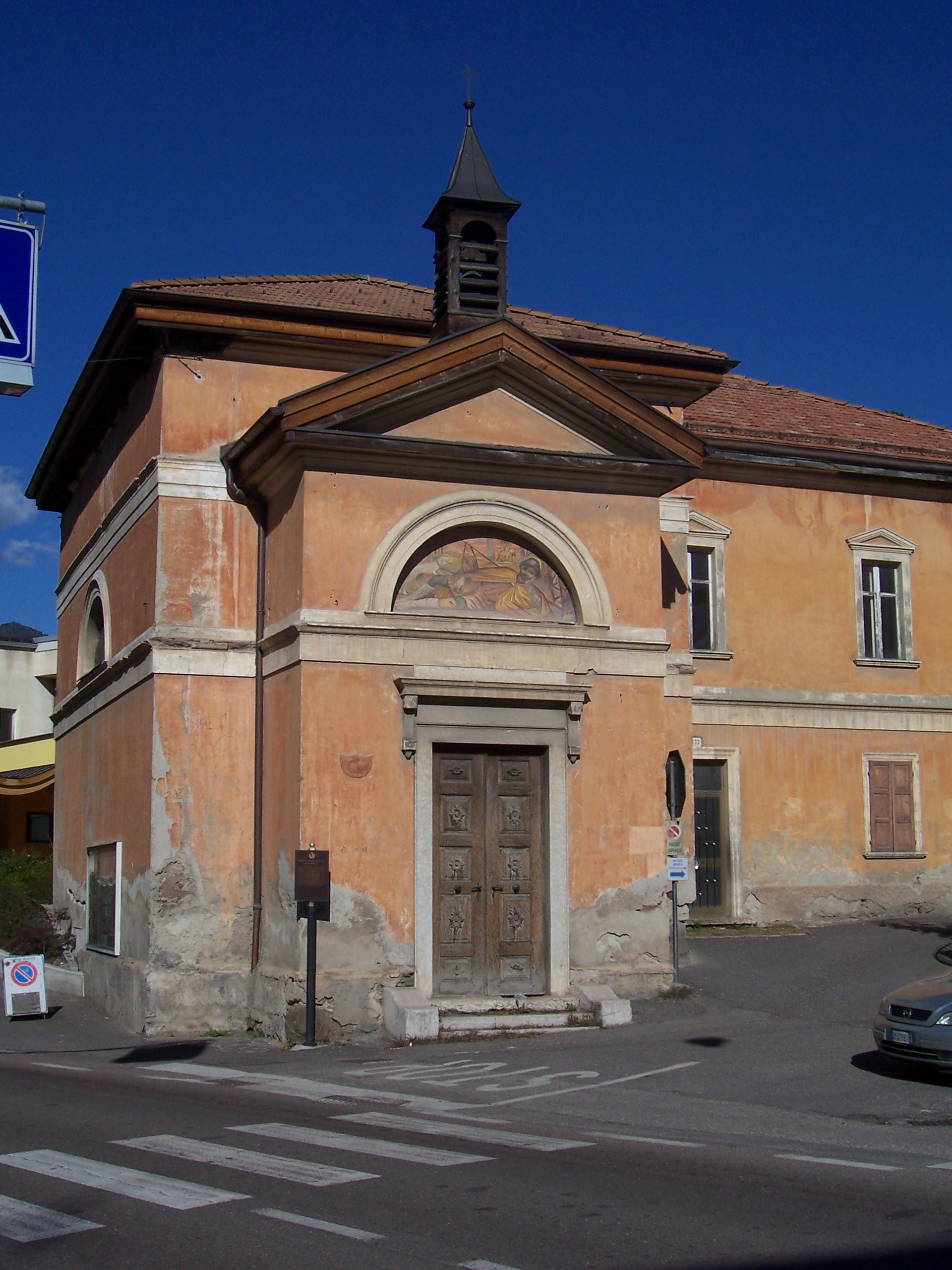
Kirche San Rocco
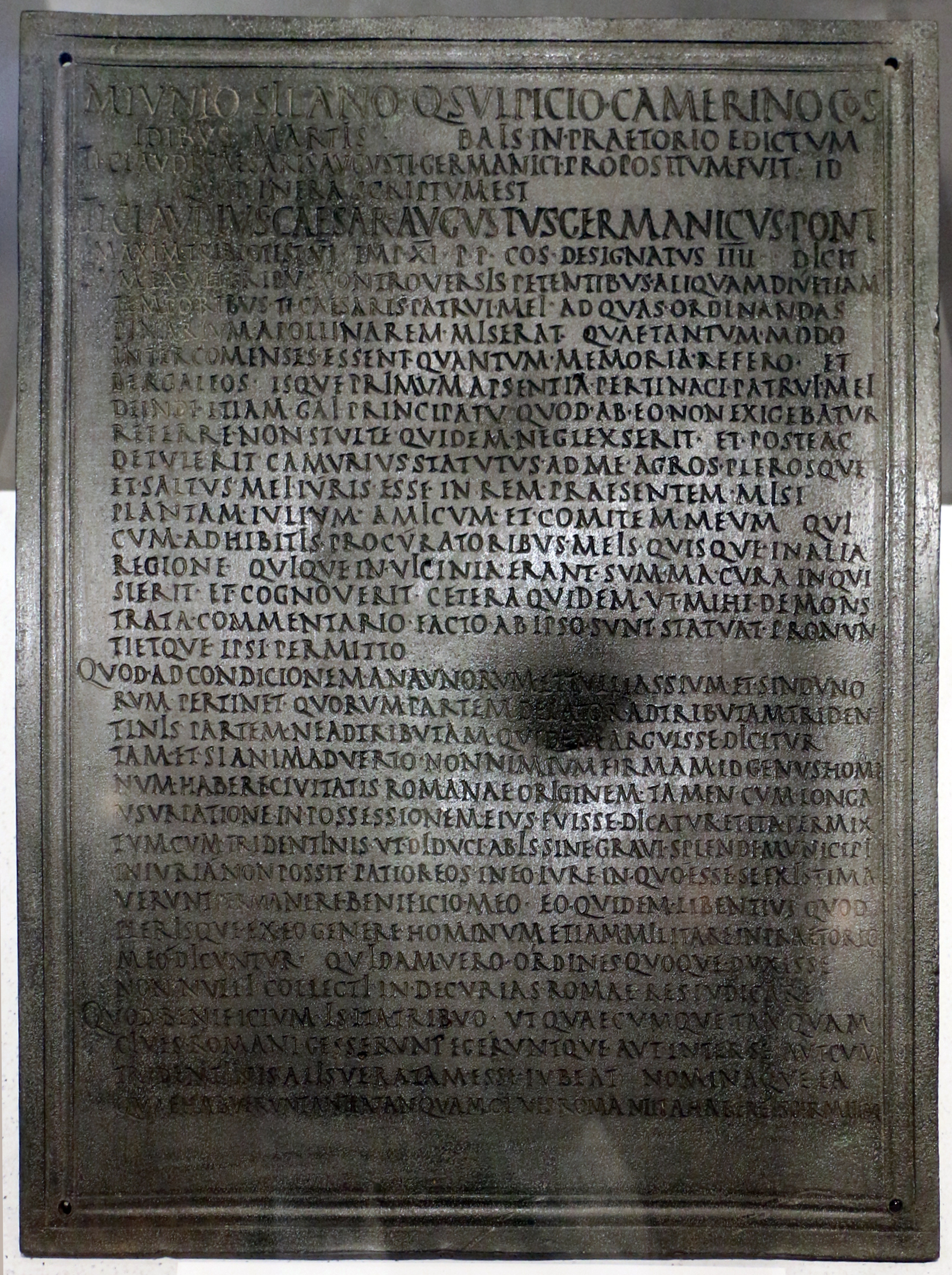
Tabula Clesiana